# Rönnvårmal
Rönnvårmal Semioscopis steinkellneriana är en fjärilsart som beskrevs av Michael Denis och Ignaz Schiffermüller, 1775. Rönnvårmal ingår i släktet Semioscopis.  Enligt Dyntaxa ingår släktet Semioscopis i familjen plattmalar, (Depressariidae), men enligt Catalogue of Life är tillhörigheten istället familjen praktmalar,(Oecophorida).  Inga underarter finns listade i Catalogue of Life.